# Lactobacillus crispatus
Lactobacillus crispatus es una especie común, con forma de bastón, del género Lactobacillus y es una especie bacteriana productora de ácido láctico que se encuentra tanto en la vagina, a través del flujo vaginal, como en el tracto gastrointestinal de los vertebrados. Esta especie se encuentra comúnmente en el microbioma vaginal y se cree que es beneficiosa para la salud.
Algunas cepas están disponibles comercialmente como probióticos que pueden ser utilizados por mujeres pre y postmenopáusicas que sufren infecciones recurrentes del tracto urinario. Por ejemplo, se está evaluando a la cepa CTV-05 específicamente para la prevención y el tratamiento de la vaginosis bacteriana, que se caracteriza por el crecimiento excesivo de otras bacterias, posiblemente como resultado de la ausencia de la flora de Lactobacillus que puede servir para proteger al huésped de la infección.

## Historia
El nombre de la especie deriva del latín crispatus, que significa "rizado", en referencia a la forma de la bacteria. L. crispatus fue aislado por primera vez en 1953 por Brygoo y Aladame, quienes lo propusieron como una nueva especie del género Eubacterium . En la década de 1970, la cepa tipo VPI 3199 (ATCC 33820) de L. crispatus (en ese momento todavía denominada Eubacterium crispatum) fue depositada en la colección del Laboratorio de Anaerobiosdel  Instituto Politécnico y Universidad Estatal de Virginia (VPI), donde fue identificada como un Lactobacillus  y caracterizada  por Moore y Holdeman.
Para abordar el problema de la heterogeneidad genética entre un gran número de cepas identificadas como L. acidophilus basándose en la similitud fenotípica, Johnson et al. realizaron experimentos de homología de ADN en 89 cepas de L. acidophilus propuestas previamente y delinearon seis grupos de homología distintos. Solamente las cepas pertenecientes al grupo de homología de ADN A1 continuaron designándose como L. acidophilus. Se propuso que las cepas de los grupos de homología A2, A3, A4, B1 y B2 fueran especies distintas  y luego se reclasificaron como L. crispatus, L. amylovorus, L. gallinarum, L. gasseri y L. johnsonii respectivamente. En el caso de L. crispatus esto sucedió en 1983 cuando Cato y sus colaboradores volvieron a caracterizar la cepa VPI 3199 y descubrieron una homología del ADN del 100% con VPI 7635 (ATCC 33197), la cepa tipo del grupo A2 de "L. acidophilus".

## Genoma
Incluso dentro de L. crispatus existe una variación genética sustancial: las cepas de L. crispatus tienen tamaños de genoma que varían de 1,83 a 2,7 Mb, y codifican entre 1 839 (EM-LC1) y 2 688 (FB077-07) proteínas.
El genoma de la cepa ST1 de L. crispatus, que coloniza al pollo, consta de aproximadamente 2 043 161 nucleótidos  y codifica 2 024 proteínas, 76 genes de ARN  y tiene una forma cromosómica circular.

## Ecología
Lactobacillus crispatus es un habitante normal del tracto reproductivo inferior en mujeres sanas. Funcionalmente, al igual que otras bacterias productoras de ácido láctico, puede prevenir infecciones a través de la producción de ácido láctico, reduciendo así el pH. El uso depreservativos se correlacionó con una mayor colonización de Lactobacillus crispatus en la vagina.
La cepa de Lactobacillus crispastus se aisló originalmente de una bolsa en el esófago de un pollo  y se considera uno de los lactobacilos productores de H2O2 más potentes. Al igual que muchas otras especies de Lactobacillus, puede verse gravemente alterado por cambios en el sistema inmunológico, los niveles hormonales y por el uso de antimicrobianos.

## Uso como probiótico
Los supositorios de gelatina con la cepa CTV-05 (LACTIN-V) se insertan en la vagina como un probiótico que puede ayudar a mantener una flora saludable. Los estudios han demostrado que L. crispastus CTV-05 colonizó eficazmente la vagina y ayudó a prevenir y tratar la vaginosis bacteriana recurrente y otras infecciones genitales. Los científicos han afirmado que la evidencia de los ensayos clínicos sugiere que estos probióticos tratarán de manera segura y eficaz la vaginosis bacteriana si se usan solos o junto con un tratamiento con antibióticos si ya ha surgido una infección.